# Хамдамов, Шохрух
Шохрух Хамдамов (узб. Shoxrux Hamdamov, Шохрух Хамдамов; 5 октябрь 1995) — узбекский актёр.
Шохрух Хамдамов начал свою карьеру в искусстве в 2011 году. Хамдамов стал известен в 2016 году благодаря фильму «Иснод» и клипу «Онам» Сардара Рахимхана.

## Биография
Шохрух Хамдамов родился 31 июля 1995 года в Фергане, Узбекистан. Он живёт в Ташкенте с тех пор, как его родители переехали в Ташкент, когда он был ребёнком. Хамдамов учился в школе N152 в Ташкенте. После окончания средней школы, в 2011 году поступил в Художественное училище, а после его окончания в 2014 году начал работать в Театре «Дийдор» в качестве театрального актёра. В 2015 году Хамдамов отправился в Индию, где прошёл 6-месячный курс актёрского мастерства в учебном центре Anupam Kher. В 2018 году учился в Государственном институте искусства и культуры Узбекистана.
Шахрух Хамдамов начал свою творческую деятельность в 2011 году. Он начал работать актёром в 2014 году. В этом году выйдет фильм под названием «Хлопковая работа». В 2015 году он сыграл одну из главных ролей в фильме под названием «Зурриёд», и эта роль не принесла ожидаемого Хамдамовым успеха. В этом году сериал под названием «Саодат» будет набирать обороты. В 2016 году Хамдамов снялся в фильме «Иснод» производства «Узбекфильм», который принёс Хамдамову большую известность. В 2016 году Хамдамов начал сниматься в сериале «За добродетелью». В 2017 году Хамдамов появится в клипе певца Сардара Рахимхана «Онам», который принёс Хамдамову большую известность: в 2018 году Хамдамов снялся в фильмах «Темур», «Мафтюнингман», «За миром» и «Полёт», эти фильмы принесли ему хорошую известность. В 2019 году Хамдамов приступит к работе над фильмом «Будь мой», который будет тепло встречен кинозрителями. В 2020 году Хамдамов появится в фильмах «Ой Шуласи» и «Узбекча Ажрашиш», эти фильмы раскроют неизведанные стороны Хамдамова. 2021 год был очень удачным для Хаддамова, он наберёт обороты в фильмах «Токкликка шохлик», «Чары жизни» и «Свадьба на один день». Кроме того, большую известность Хамдамову принесла роль Шахруха в нескольких сериалах, а именно «Охотник за удачей». Кроме того, набирает обороты «Тухмат» и несколько рекламных роликов и сериалов.
Шахруху Хамдамову запретили сниматься в неофициальных фильмах государственной организацией «Узбекфильм» в 2022 году. Хамдамов вызвал много споров после публикации видео в своём Instagram и был снят с запрета.

## Личная жизнь
Его отец Хамдамов Бахадыр Азамович был архитектором, но умер в 2003 году, когда Шахруху Хамдамову было 7 лет. Его мать Хамдамова Санобар — стоматолог. У него есть брат и сестра. Шохрух Хамдамов в настоящее время не женат.

## Награды и номинации
- Лучший актёр 2017 года от MY5[источник не указан 803 дня]
- В 2018 году получил награду «Лучший молодой актёр года» в Узбекистане.[источник не указан 803 дня]
- Самый красивый актёр 2020 года[источник не указан 803 дня]

## Фильмография
Ниже в хронологическом порядке-упорядоченный список фильмов в которых Шохрух Хамдамов появился.
| Год  | Фильм           | Роль              | Источник |
| ---- | --------------- | ----------------- | -------- |
| 2014 | Пахта иши       |                   |          |
| 2015 | Зурриёд         | Шухрат            |          |
| 2016 | Иснод           | Самандар          |          |
| 2017 | Очарован тобой  | Мурод             | [ 11 ]   |
| 2017 | Темур           |                   |          |
| 2018 | За мирным небом | Лейтенант Хамидов |          |
| 2018 | Парвоз          |                   |          |
| 2019 | Будь моим       | Темур             |          |
| 2020 | Ой шуласи       |                   |          |
| 2020 | Узбекча ажрашиш |                   |          |
| 2021 | Туйгача шохлик  | Шохрух            |          |
| 2021 | Хайёд афсунлари |                   |          |
| 2021 | Биркунлик той   |                   |          |

### Телесериалы
| Год  | Сериал                | Источник |
| ---- | --------------------- | -------- |
| 2015 | Беошиён йаралган айол |          |
| 2015 | Саодат                |          |
| 2016 | Езгулик худуди        |          |
| 2019 | Тухмат гирдоби        |          |
| 2019 | Сыщик                 |          |
| 2020 | Скорпион              |          |
| 2020 | Любовь                |          |
| 2021 | Бахт овчилари         | [ 12 ]   |
| 2021 | Тухмат                |          |
| 2021 | Хайёд афсунлари       |          |

#### Озвучивание фильмов
- 2015 Красавица и Чудовище
- 2017 Темур — Темур
- 2019 Любовь Мерьем- Саваш Саргун
- 2021 Я — Джалолиддин — Жожи

### Клип
| год  | Артист               | Название песни               |
| ---- | -------------------- | ---------------------------- |
| 2014 | Киличбек Мадалиев    | «Сени бугун курмасам булмас» |
| 2014 | Жайрона              | «Хаёд»                       |
| 2017 | Сардор Рахимхон      | «Онам»                       |
| 2018 | Умар Шамсиев         | «Кани»                       |
| 2018 | Муниса Ризайева      | «Овуна»                      |
| 2018 | Толкин Жабборов      | «Согинганимда»               |
| 2018 | Хусан                | «Аламлар»                    |
| 2019 | Дилшод Рахмонов      | «Йолгизгинам»                |
| 2019 | Мовлуда              | «Йомгир»                     |
| 2019 | Осмон Навроз         | «Йонди йурак»                |
| 2019 | Лобар Умаров         | «Йомгир»                     |
| 2020 | Мухаммад Карим       | «Кетди»                      |
| 2020 | Бекзод Эшонов        | «Дуст»                       |
| 2020 | Ёркинхужа Умаров     | «Йуртнинг жасур углонлари»   |
| 2020 | Зилола               | «Айт осмон»                  |
| 2020 | Бекзод Ешонкулов     | «Онажон»                     |
| 2020 | Сардор Таиров        | «Мажбур»                     |
| 2020 | Юлдуз Усманова       | «Муборак»                    |
| 2020 | Озода                | «Канийди»                    |
| 2021 | Хусан                | «Парижон»                    |
| 2021 | Яхёбек Муминов       | «Бахор келгунча»             |
| 2022 | Улугбек Рахматуллаев | «Ёлгончим»                   |